# Demonax albotrifasciatus
Demonax albotrifasciatus är en skalbaggsart som beskrevs av Maurice Pic 1925. Demonax albotrifasciatus ingår i släktet Demonax och familjen långhorningar. Inga underarter finns listade i Catalogue of Life.